# Miles Christopher Dempsey
Sir Miles Christopher Dempsey, britanski general, * 15. december 1896, New Brighton, Wallasey, Cheshire, † 5. junij 1969, Yattendon, Berkshire.
Med 1. svetovno vojno se je od 1916 do 1918  bojeval v Franciji, nato v letih 1919 in 1920 v Perziji. Med 2. svetovno vojno leta 1940 ponovno v Franciji in 1943 v Italiji. Leta 1944 je postal komandant 2. armade, katere nastop je bil odločilnega pomena v vojaških operacijah pri Caenu in Falaisu (glej: Operacija Overlord) ter je nato bliskovito prodrla do Bruslja. Leta 1945 je bil imenovan za komandanta 14. armade v Maleziji.